# Cervià de les Garrigues
Cervià de les Garrigues település Spanyolországban, Lleida tartományban. Cervià de les Garrigues Juneda, Les Borges Blanques, L'Albi, La Pobla de Cérvoles, Juncosa, L'Albagés és Castelldans községekkel határos. Lakosainak száma 641 fő (2024).

## Népesség
A település népessége az utóbbi években az alábbiak szerint változott:
| Lakosok száma | 85   | 1859 | 1730 | 1299 | 919  | 844  | 846  | 708  | 640  | 641  |
|               | 1717 | 1887 | 1936 | 1960 | 1986 | 2004 | 2009 | 2014 | 2019 | 2024 |